# Kanat Àvar
El Kanat Àvar fou un estat que va existir al Caucas entre el segle xiii i el 1864. Es va fundar sota els mongols, suposadament pels descendents del governadors àrabs de Khunzak, però no va passar de ser un poder local sota l'autoritat més o menys forta de diverses potències. La capital era Khunzak però el seu poder mai es va imposar plenament a l'Avaristan que va restar dividit entre clans, amb federacions tribals lliures i altres tributaries del kan.

## Història
El 1606, després de la sortida dels otomans, el kanat es va consolidar sota una nominal sobirania persa. Especialment notable fou el kan Ummu Khan (mort el 1634), que va codificar l'adat, i els seus successors que van rebre tribut del rei de Geòrgia, dels kans de Xirvan, de Shaki i de Derbent. No obstant durant el segle xviii el kanat exercia una hegemonia política i cultural sobre l'alt Daguestan que continuà al segle xviii.
El 1727 el kan va acceptar per primera vegada, per poc temps, el protectorat rus al que va renunciar ben aviat. La segona vegada fou el 1802 quan Umma (Umar) Khan va haver d'acceptar el protectorat, que fou renovat el 1803 sota el seu fill i successor (amb uns conflictes dinàstics en mig) Sultan Ahmad Khan. Aquest es va revoltar el 1819 amb la resta dels estats del Daguestan tret del Xamkhalat de Tarki i els russos van ocupar el país i van derrotar el kan, que va acabar mort el 1821 deixant tres fills menors d'edat. La seva vídua, l'astuta Pahu-Bike, va governar en nom d'un fill però els russos van col·locar consellers al kanat per assistir-la en el govern.
El 1828 fou ocupat uns mesos pel kan de Kazi Kumuk. Vers el 1828 es va revoltar la secta Nakshbandiyya, que s'oposava tant al kan com a la colonització russa (infidel) sota la direcció de Ghazi Muhammad; el seu estendard fou capturat el 29 de juny de 1831 prop de Tarki i els seus seguidors (els muridun) foren rodejats i massacrats a Gimrah; el lloctinent de Ghazi, Shamil (Xamil), va poder escapar.
Llavors fou proclamat imam Ghamza Bek (Hamza Beg o Gamzat Bek); els russos el van derrotar a Chumkeskent l'1 de desembre de 1831 però de manera parcial i va poder seguir la lluita fins que fou assassinat el 1834 per notables àvars partidaris del cap militar Xamil que fou reconegut imam a l'assemblea d'ulemes i dignataris feta a Ashilta. En dos anys va controlar tot el Daguestan mentre Khadzi (Hadjdji) Murat fou el seu naib (delegat). El 1836 Xamil va obtenir el suport del poble dels txetxens que el va reconèixer com imam. Rodejat al seu quarter general a Ahulgoh, Xamil va fer una fugida increïble pels precipicis de la muntanya i amb el suport txetxè va recuperar ràpidament el control del país, i va anar de victòria en victòria (1840-1842, 1844 amb la victòria de Dhargiya).
El 1846 els russos van iniciar la construcció de fortaleses per aïllar Avaristan de Txetxènia i el 1849 van poder sotmetre les planes txetxenes i els txetxens de les muntanyes no tenien recursos. L'atac rus a l'Avaristan del 1849 no fou decisiu i va causar pèrdues als dos costats i quan els russos es van retirar Xamil va atacar les fortaleses i va estar a punt de conquerir-les però la resistència a Akhti va capgirar la situació i els russos es van poder reagrupar i rebutjar l'atac. Xamil va atacar Txetxènia i fou derrotat (11 de març de 1851) pel coronel Baryatinski.
En endavant fou una guerra de guerrilles; el seu delegat Hadjdji Murat fou enviat al Kaytab i Tabarsaran per provocar un aixecament però no se'n va sortir. Xamil, desconfiat, el va fer condemnar a mort i Murat es va passar als russos però va morir quan provava de fugir el 1852. El 1852 i 1853 la lluita fou a Txetxènia sense massa fortuna per Xamil, però després, la guerra dels russos contra els otomans va donar un respir a l'imam, i es va instal·lar a Vedeno a la muntanya txetxena. Xamil va oferir col·laboració al sultà otomà, que el va considerar el seu vassall (cosa que Xamil no volia però no podia fer res més). El 1854 Ghazi Muhammad, fill de Xamil, va aconseguir victòries a Alazan i Tsinandali, i va fer presoneres dues netes del darrer rei de Kartli i Kakhètia, Jordi XII, de noms Tchatchvadze i Orbeliani, a les que va bescanviar pel seu germà gran Djalal al-Din, que havia estat fet presoner a Akhulgoh el 1839 i mantingut com a ostatge. Aquest acte no va agradar als otomans ni als europeus.
El 1857 els russos van tornar al Caucas sota comandament del virrei príncep Baryatinski, i van iniciar la conquesta sistemàtica de fortaleses a Txetxènia, les darreres Darghiyya i Vedeno. Xamil va fugir a les muntanyes; rodejat pels russos a la muntanya Ghunib, el 25 d'agost de 1859, es va rendir el 6 de setembre de 1859. Fou tractat generosament, i llavors, fascinat pels progressos europeus, va escriure als seus partidaris que aturessin la lluita (va morir en el pelegrinatge a la Meca, quan era a Medina, el març de 1871).
Els russos van restablir el kanat i van posar al tron Ibrahim Khan de la dinastia de Methulin però el 22 de febrer de 1863 fou detingut i enviat a l'exili i el 2 d'abril de 1864 el kanat fou annexionat a Rússia i unit administrativament al okrug Àvar.
El territori àvar fou incorporat a la República Socialista Soviètica Autònoma del Daguestan per decret del Soviet Suprem del 20 de gener de 1921. L'alfabet àrab fou substituït per l'àrab simplificat de 38 signes (nou adjam) però el 1928 es va imposar l'alfabet llatí i el 1938 l'alfabet ciríl·lic. Després de la dissolució de l'URSS forma part de la República de Daguestan, subjecte de la Federació Russa.

## Llista de kans
- Umma Khan I 1606-1634
- Moldar Mirza vers 1650
- Muhammad Khan I vers 1650-1668
- Dugru vers 1670-1699
- Muhammad Khan II vers 1713
- Umma Khan II (Bulach el Vell) vers 1720-1730
- Ankalav vers 1730-1735
- Umma Khan II (segona vegada) vers 1735-1740
- Nutsal-Khan II vers 1740-1744
- Desconeguts 1744-1753
- Muhammad-Nutsal IV després de 1753-1765
- Muhammad Mirza després de 1753-?
- Nutsal-Beg 1765-1774
- Umma Khan III 1774-1802
- Gebek Janku ibn Muhammad 1802
- Muhammad ibn Umma 1802
- Sultan Ahmed Khan Mehtulinski 1802-1822
- Bahu (o Huh) Bike (reina regent) 1822-1823
- Surhai Khan 1823-1827
- Aslan Khan de Kazi Kumuk 1827-1828
- Abu Sultan 1828-1834
- Ghazi Muhammad (rebel) 1830-1831
- Hamza Beg 1831-1834
- Hadji Murat 1834-1836 (regent)
- Mohammed Mirza Khan (de Kazi Kumuk) 1834-1837 (part)
- Imam Xamil 1837-1859
- Ibrahim Khan 1859-1863

## Bandera
La bandera del kanat fou negra amb un llop blanc amb el cap a la part del pal; entre les potes un estendard vertical blanc dins del qual un símbol geomètric àvar; a la part del vol, sobre la cua del llop, una mitja lluna blanca amb les puntes mirant al pal. A la part superior i inferior un brodat daurat; al damunt del brodat de la part inferior una decoració formada per sis triangles daurats amb base a la part inferior i entre cada triangle una "v" (total 5) també daurat. Aquesta bandera ha estat majoritàriament adoptada com a nacional pels àvars al segle xxi, però hi ha altres propostes alternatives.